# Ninian Smart
Roderick Ninian Smart, škotski pisatelj in filozof, * 6. maj 1927, Cambridge, Združeno kraljestvo, † 9. januar 2001, Lancaster.
Ninian Smart, utemeljitelj posvetnih verskih študij, je leta 1967 ustanovil prvi oddelek verskih študij v Združenem kraljestvu na Univerzi v Lancastru. Leta 1979-80 je predstavil Predavanja Gifford pod naslovom Vrste religioznih identitet (The Varieties of Religious Identity), leta 1996 pa je bil imenovan za raziskovalnega profesorja akademskega senata, kar je najvišji in najuglednejši položaj na Univerzi Kalifornije (University of California), Santa Barbara. V letu 2001 je bil izvoljen za predsednika Ameriške akademije za religijo (American Academy of Religion), hkrati pa imel status predsednika Mednarodne verske zveze za svetovni mir (Inter Religious Federation of World Peace). Oba naziva je obdržal do smrti.
Izven akademije je bil znan predvsem v Veliki Britaniji, saj je bil uredniški svetovalec BBC-jeve televizijske nadaljevanke The Long Search (1977). Veliko pozornosti je pritegnila tudi njegova knjiga, ki jo je izdal leta 1989, z naslovom Svetovne religije (The World's Religions), ki sicer še ni prevedena v slovenščino. Z zagovarjanjem verskih študij kot posvetne vede je zaslužen za to, da so v različnih ameriških javnih univerzah uvedli nove oddelke. Verske študije in tradicionalno teologijo je razlikoval v tem, da je zagovarjal, da verske študije niso osredotočene na verodostojnost in opravičila (so »nepomembna«), temveč obravnavajo in upoštevajo »resnico in vrednost« vere v javnem življenju.

## Zgodnje življenje in izobrazba
Smart je bil rojen v Cambridgeu, v Veliki Britaniji. Oba njegova starša sta bila Škota, po izobrazbi astronoma. Ninianov oče, William Marshall Smart (1889-1975), je bil astronom na Univerzi v Cambridgeu. Njegova mati Isabel (rojena Carswell) Smart, ki je umrla leta 1975, je bila predsednica Kraljeve astronomske družbe (1950). Družina se je leta 1937 preselila v Glasgow, ko je Ninianov oče postal profesor astronomije.
Ninian Smart je bil eden od treh sinov v družini, ki so vsi postali profesorji. Jack je bil profesor filozofije, Alastair pa je učil zgodovino umetnosti na Univerzi v Nottinghamu.
Obiskoval je akademijo v Glasgowu, leta 1945 pa se pridružil vojski, kjer je služil do 1948. V vojaški obveščevalni službi se je s pomočjo konfucijanskih zapisov naučil kitajščine in imel prvi stik z budizmom. Kot stotnik je zapustil vojsko s štipendijo in doštudiral filozofijo in klasično filologijo, predvsem zaradi tega, ker je učenje kitajščine in orientalskih ved v tistem času imelo »patetičen učni načrt«.

## Kariera
Po poučevanju na Univerzi v Walesu (1952-1955) je Smart eno leto bil gostujoči predavatelj na Univerzi Yale, kjer se je tudi učil jezik budističnih svetih spisov. Bil je profesor teologije na Univerzi v Birminghamu in bil tudi vodja oddelka. Objavil je več publikacij, med drugim tudi Reasons and Faiths (1958). Čeprav je bil uspešen na področju teologije, je postajal znan predvsem na področju verskih študij, ki se je začelo razvijati. Ponujenih mu je bilo mnogo položajev v Severni Ameriki, a je sprejel delovno mesto v Lancastru, kjer je na novo začel z verskimi študijami. Tako je Ninian Smart na tem delovnem mestu lahko praktično razvijal svoje ideje. Ni se osredotočil le na krščansko vero, temveč se je zanimal za vse religije sveta. Leta 1977 je poleg v Lancastru čas preživljal na Univerzi Kalifornije v Santa Barbari. Proti koncu svoje kariere, leta 1966, je bil imenovan za raziskovalnega profesorja v Santa Barbari, kar je najvišja čast. Ker je bil ponosen na svoje škotske korenine, je v kampusu v Santa Barbari mnogokrat nosil škotski kilt, znan pa je bil tudi po svoji počasni vožnji s kolesom »s cvetjem v reverju in iskrico v očesu«.
V Lancastru je bil s strani svojih učencev izredno spoštovan zaradi svoje dostopnosti in želje po vključitvi učencev v razprave.

### Gostovanja in predavanja
Smart je bil gostujoči profesor v Varanasiju (Indija), Yaleu, Wisconsinu, Princetonu, Queenslandu, Hong Kongu… O svojih predavanjih je govoril na Univerzi v Yorku, širil svoje ideje glede religije in študije le-te, ter objavil tudi nekaj svojih del, ki so temeljila na njegovih potovanjih.

### Aktivizem
Poleg pisanja, raziskovanja in poučevanja, je bil Ninian Smart tudi aktivist. Promoviral in spodbujal je izboljševanje medkulturnega razumevanja. Menil je, da je religija pogled na svet, religijske študije brezpredmetne (abstraktne, brez predhodnih pričakovanj vrednot), verska gibanja pa rezultat globalizacije. V eni izmed svojih del je dejal, da je »očitno, da s premikom proti svetovni civilizaciji, v kateri se bodo mnoge kulturne in duhovne tradicije posegale druga v drugo, se moramo med seboj razumeti in sprejemati«.

### Akademska priznanja
Smart je prejel častne doktorate univerz Loyola (Chicago, 1979), Glasgow (1984), Kelaniyja (Šri Lanka, 1991) in Lancastru (1995), hkrati pa prejel častno štipendijo Kraljevega kolidža, Oxford (1999). Bil je Življenjski član Mednarodnega združenja za zgodovino religije (1995).
Leta 1994 je njemu v čast bilo objavljeno njegovo avtorsko delo Vidiki religije (Aspects of Religion), ki sta ga uredila Peter Masefield in Donald Wiebe.

### Upokojitev in smrt
Uradno se je iz Lancastra upokojil leta 1982, iz Santa Barbare pa leta 1998, vendar še vedno bil aktiven v obeh šolah kot zaslužni profesor. Večino časa je preživel v Lancastru, kjer je leta 2001 tudi umrl za hudo možgansko kapjo. Star je bil 73 let.

## Akademski doprinos
Smart je najbolj znan po svojem doprinosu na področju metodologije raziskovanja religij, čeprav je svoj doprinos videl tako konceptualno, kot tudi metodološko, pri čemer je komentiral, da medtem ko strokovnega znanja v jezikih, ni potrebno zavrniti, ne bi smelo biti “ocenjeno nad konceptualnim vpogledom”. Sekularne verske študije datirajo iz sredine 60-ih let, ko so bili ustanovljeni novi oddelki, večina na državnih univerzah v Združenih državah. Takrat so šele začele pridobivati akademsko priznanje, Smart pa je bil ključna figura v tem procesu in, kot komentira Chunningham, “težko pozabimo, da je bil pojav verskih študij kot visokošolskega predmeta sporen.”
Smartovo zgodnje delo je vključevalo jezikovno analizo, v kateri se je usposabljal na Oxfordu. Kasneje je dejal, da se je približal “medkulturnim študijem”, vendar kmalu ustavil, saj je bil preveč ujet v “našem jeziku” in “različnih predpostavkah o naši kulturi”. Ko pa je prišel do objave, je vključil tudi kasnejše konceptualne ideje, s čimer je razširil svojo disertacijo. Z zanimanjem za Rudolf Ottov koncept 'svetega', kot ključa za razumevanje religije, je videl idejo kot preveč omejujočo, saj je budizem neteističen. Namesto tega je predlagal, da so verske izkušnje lahko numinozne ali mistične. Po posvetovanju z njim na Oxfordu, je na Smarta vplival tudi R.C. Zaehnerjev interes za mistiko. Nato je preučil, kar je vzel za ključne religiozne koncepte, kot so razodetje, vera, preobrazba in znanje ter analiziral, kaj ti pomenijo v krščanstvu, hinduizmu in budizmu, ne da bi ocenili vero v smislu resnice ali laži. Zavestno se je poskušal izogniti ujetništvu v zahodne načine mišljenja. Tako na primer teizem ni upoštevan kot bistvena sestavina vere, zato se tudi ideje, kot so teofanija, zretje ali žrtvovanje, ne prenašajo nujno iz krščanstva v kontekste ostalih religij. Zahodna osredotočenost na pojavnost, vsebino in strukturo religij je prezrla pomen osebnih verskih izkušenj. V zgodnji karieri je vztrajal, da bi ideologije, kot je marksizem, pa tudi nacionalizem in racionalizem, lahko obravnavali kot versko, saj so v svojem delovanju podobne verskim tradicijam, zatorej spadajo v religiozne študije, katerih področje je neskončno. V intervjuju s Scottom Londonom je dejal:
Verjamem, da se gibljemo proti svetovni ideologiji, ki ima prostor za religijo in priznava prispevke različnih tradicij. Upajmo, da bo imela prevladujoč pogled na to, kako lahko sodelujemo pri spodbujanju človeških vrednot in duhovnosti.

### Dimenzije religije
Smart je znan po svoji sedemdelni definiciji religije, ali bolje rečeno študijski smeri; saj se s tem pristopom izogne problemu opredelitve v celoti. Katera koli religija, ali teistična ali neteistična, vere imajo določene prepoznavne elemente, ki jih je mogoče proučiti. Ti elementi se razlikujejo po pomembnosti, vendar so skoraj vedno prisotni. Smart jih je razdelil na "zgodovinske" in "para-zgodovinske", Para-zgodovinski so tisti, ki preiskujejo izkušnje, notranje življenje ali vernike. "Zgodovinske" lahko empirično proučujemo, para-zgodovinski vzame tistega, ki jih preiskuje v področje verovanja in konceptov ter zahteva dialog in sodelovanje; "ker je študija človeka v pomembnem smislu participativnega - ker mora človek vstopiti v namere, prepričanja, mite in želje neke osebe, da bi razumel, zakaj delujejo na takšen način kot delujejo - usodno je, če so kulture, vključno z lastnimi, opisane zgolj zunaj, ne da bi začeli dialog z njimi. "
Smartov sedemdelni študijski program:
- doktrina
- mitologija
- etično
- rituali
- izkušnje
- institucionalno
- materialno (dodan v njegovem besedilu 1989, Svetovne religije)

Opomba: Smart je kategoriziranl 1-3 kot para-zgodovinske in 4-6 kot zgodovinske.

## Zapuščina
Smartov prispevek k verskim študijem še naprej vpliva na kurikulume, učne načrte in metodologijo. Njegova pripravljenost vzeti resno, kar so drugi videli kot "nepravilno", kot so ideologije in novi verska gibanja, je veliko pripomoglo k temu, da se verske študije razlikujejo od teologije in ne privilegirajo nobene vere. Ameriški religilog Richard Hecht je komentiral, da "ko je napisana dokončna zgodovina študije o religiji v 20. stoletju ..." Ninian Smart "zagotovo velja za velikana med svojimi vrstniki". V njegovo čas imajo v Lancastru in Santa Barbari izmenično letno spominsko predavanje Niniana Smarta. Na zasebni Univerzi Loyola je v njegovo čast poimenovana nagrada za dosežke v verskih študijah.

## Zasebno življenje
Smart se je poročil z Libushko Baruffaldi leta 1954. Njuni otroci so bili Roderick, Luisabel, Caroline in Peregrine. V času smrti je imel Smart osem vnukov. Libuška je živela v okolici jezera Como v Italiji, kjer je Smart redno preživljal poletne počitnice v družinskem domu. Poročil ju je korejski voditelj Cerkve enotnosti Sun Myung Moon, znan po množičnih stadionskih porokah.
Proti koncu svojega življenja se je Smart opisal kot "budistično-episkopalskega" in rekel: "Zdi se mi da nobena vera ne vsebuje celotne resnice. Menim, da je neumno misliti, da se ničesar ne moremo naučiti od tujih tradicij in civilizacij.«